# Oopsis excavata
Oopsis excavata är en skalbaggsart som beskrevs av Stefan von Breuning 1939. Oopsis excavata ingår i släktet Oopsis och familjen långhorningar.
Artens utbredningsområde är Fiji. Inga underarter finns listade i Catalogue of Life.